# Ramphotyphlops pinguis
Ramphotyphlops pinguis este o specie de șerpi din genul Ramphotyphlops, familia Typhlopidae, descrisă de Waite 1897. Conform Catalogue of Life specia Ramphotyphlops pinguis nu are subspecii cunoscute.